# Václav Egert
Václav "Vasco" Egert (Prága, 1910. október 16. – Rio de Janeiro, 1992. november 13.) csehszlovák származású brazil modell és fotónovella-színész.

## Élete
Egert Prágában született egy zsidó családban, az Osztrák–Magyar Monarchia idején. A második világháborút követően, 1948-ban emigrált Brazíliába, ahol sikeres modellkarriert futott be. Részt vett a Rhodia divatfesztiválokon, és a Ducal férfidivatmárka reklámarca lett.
Az 1960-as és 70-es években ismert arca volt a brazil fotónovelláknak, különösen a Sétimo Céu (Hetedik Mennyország) című történet révén. Elegáns megjelenése, származásának sokszínűsége és színpadi karizmája miatt a korszak egyik ikonikus férfimodelljévé vált.

## Családja
Felesége Světluška Smutná volt, akivel két fiút nevelt fel: Václav Egert és Stewart James Egert. Mindketten Brazíliában születtek és ott is éltek. Leszármazottjai közé tartozik Carlos Egert, aki színész és író Brazíliában.

## Kulturális hatás
Egert multikulturális öröksége (zsidó, cseh, angol és francia) kiemelkedő szerepet játszott abban, hogy a brazil kulturális és divatélet állandó szereplője legyen. A divatvilágban különösen azért emlékeznek rá, mert idősebb kora ellenére is keresett modell maradt.

## Halála
1992. november 13-án hunyt el Rio de Janeiróban, 82 éves korában.